# Ädelspinnare
Ädelspinnare (Lasiocampidae) är en familj i ordningen fjärilar.

## Kännetecken
Ädelspinnarna är från relativt små till mycket stora kraftigt byggda fjärilar. Vissa arter har ett vingspann på mer än 100 millimeter. De nordiska arterna har ett vingspann på mellan 24 och 70 millimeter för hanarna och 31 och 90 millimeter för honorna. Honorna är normalt betydligt större än hanarna. De har ofta långa hår på kroppen och de inre delarna av vingarna och färgteckningen är vanligen diskret gul, brun eller grå. Vingarna hålls under vilan takformigt hoplagda. Bakvingarnas framkant skjuter något ned under framvingarnas. Detta kallas för amplexiform vingkoppling. Vingkoppling med frenulumborst förekommer inte. Hanarna har breda dubbelt kamtandade antenner medan honans är smalare med kort sågtandning. Larverna har ofta kraftig behåring och är rikt mönstrade i olika färger. 
| Larv björkspinnare och kokong av ekspinnare |  | Larv björkspinnare och kokong av ekspinnare |
| Larv björkspinnare och kokong av ekspinnare |  |                                             |

## Levnadssätt
Ädelspinnarna lever oftast i skogsmiljöer. Larverna lever enskilt eller ibland i större grupper som lever i spunna spånader. De unga små larverna har ofta förmåga att transporteras längre sträckor med vinden. De vuxna fjärilarna saknar fungerande sugsnabel och intar ingen föda. De är därför kortlivade och flyger inga längre sträckor. Den vuxna larven kan ibland krypa ganska långa sträckor för att söka efter en lämplig förpuppningsplats. Den spinner en kokong som den förpuppas i. Håren från vissa arters larver och kokonger kan orsaka hudirritation på en människa som rör dem. 

## Systematik
Ädelspinnarna räknades tidigare till överfamiljen Bombycoidea men placeras numera tillsammans med familjen Anthelidae i överfamiljen Lasiocampoidea. Familjen har cirka 2200 arter, de flesta i tropiska områden i Afrika och Indoaustralien. I palearktis finns 290 arter varav  39 arter i Europa. I Norden finns 16 arter.

### Släkten och arter i Norden
- Underfamilj Poecilocampinae
  - Poecilocampa
    - Poppelspinnare Poecilocampa populi

  - Trichiura
    - Hagtornsspinnare Trichiura crataegi
- Underfamilj Lasiocampinae
  - Eriogaster
    - Björkspinnare Eriogaster lanestris
    - Dvärgbjörkspinnare Eriogaster arbusculae

  - Malacosoma
    - Buskringspinnare Malacosoma neustrium
    - Ängsringspinnare Malacosoma castrense

  - Lasiocampa
    - Klöverspinnare Lasiocampa trifolii
    - Ekspinnare Lasiocampa quercus

  - Macrothylacia
    - Gräsulv Macrothylacia rubi

  - Dendrolimus
    - Tallspinnare Dendrolimus pini

  - Euthrix
    - Gräselefant Euthrix potatoria

  - Cosmotriche
    - Barrskogsspinnare Cosmotriche lobulina

  - Phyllodesma
    - Rödbrun bladspinnare Phyllodesma ilicifolium

  - Gastropacha
    - Rostfärgad bladspinnare Gastropacha quercifolia
    - Poppelbladspinnare Gastropacha populifolia

  - Odonestis
    - Plommonspinnare Odonestis pruni

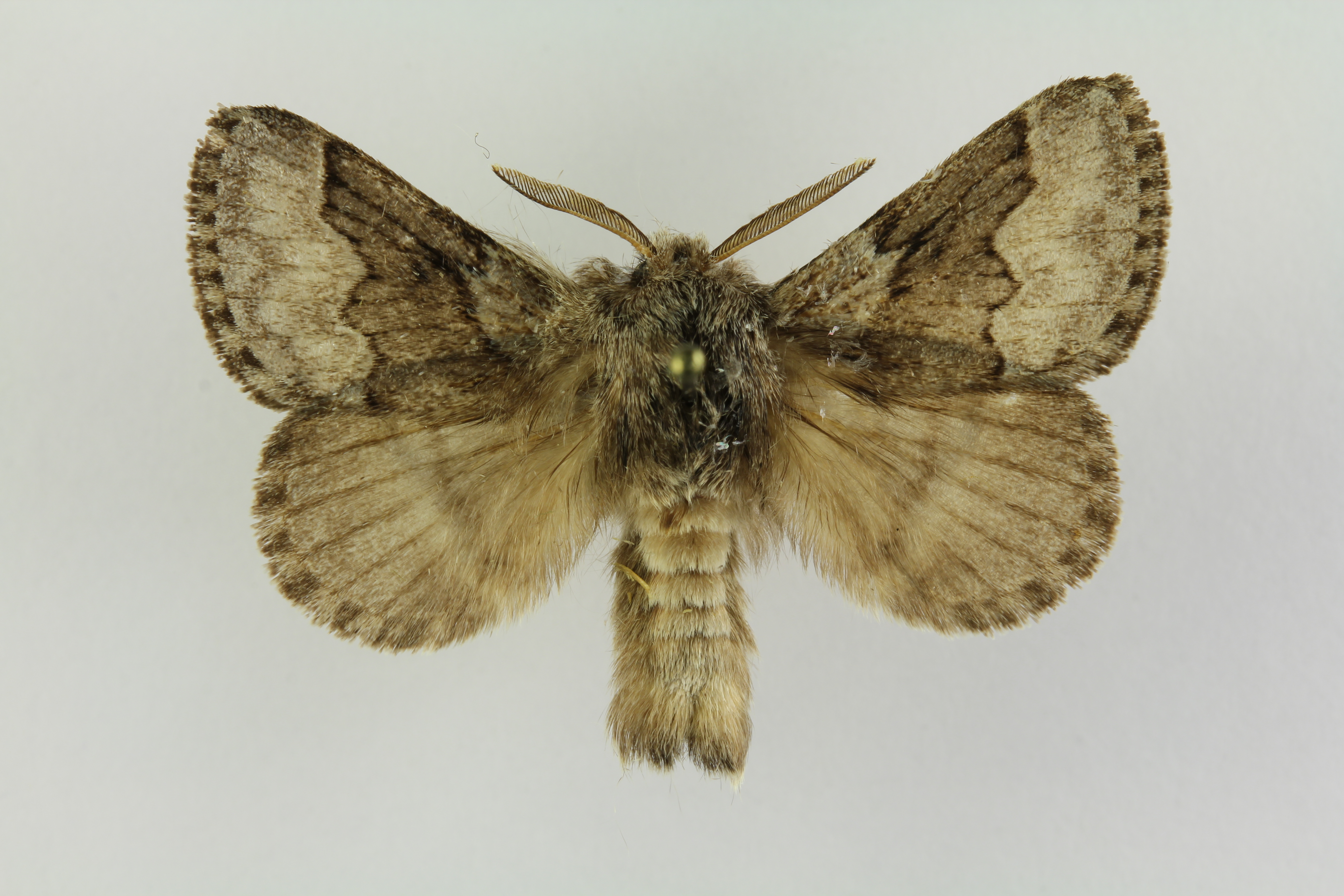
Trichiura crataegi
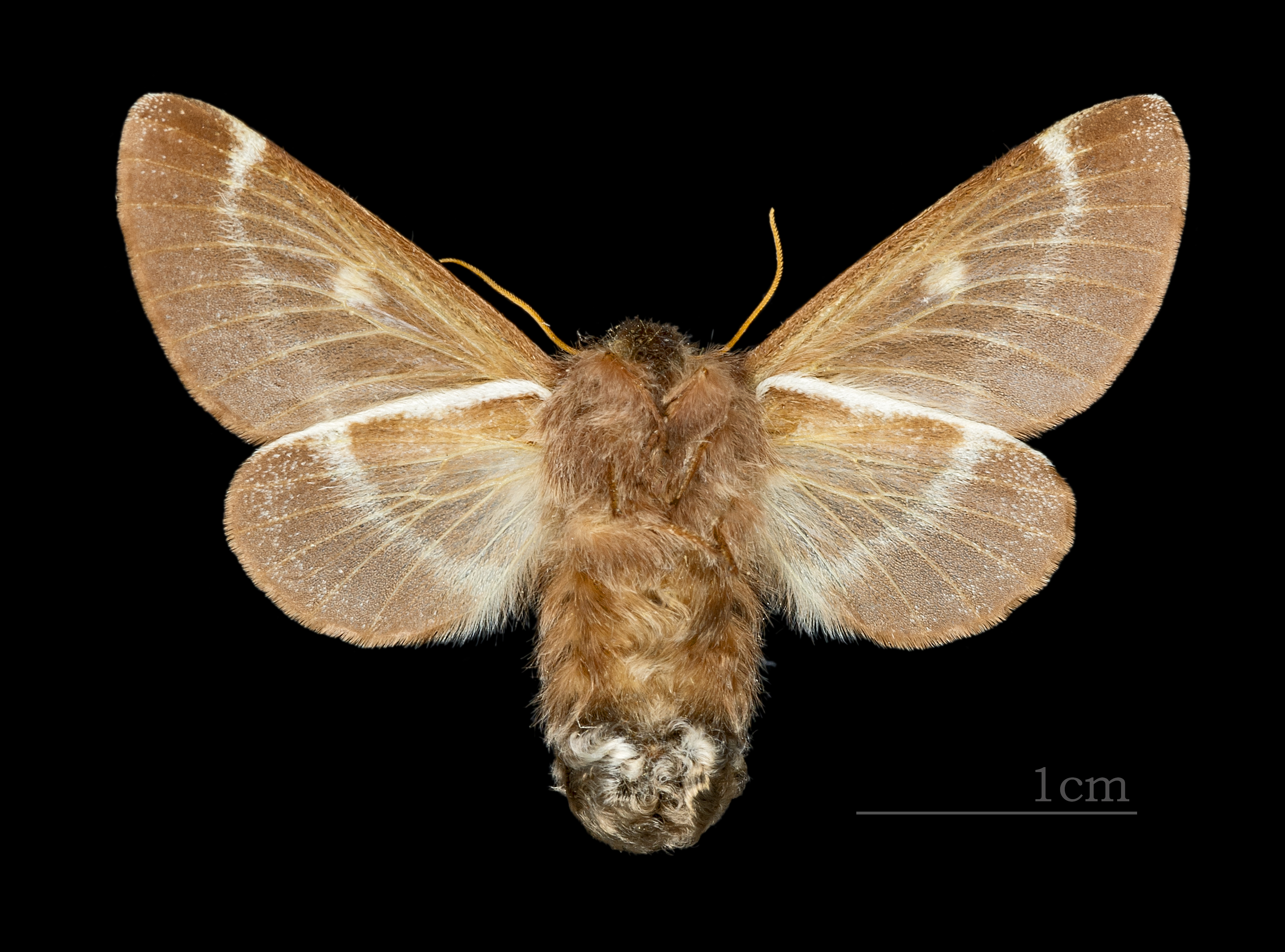
Eriogaster lanestris
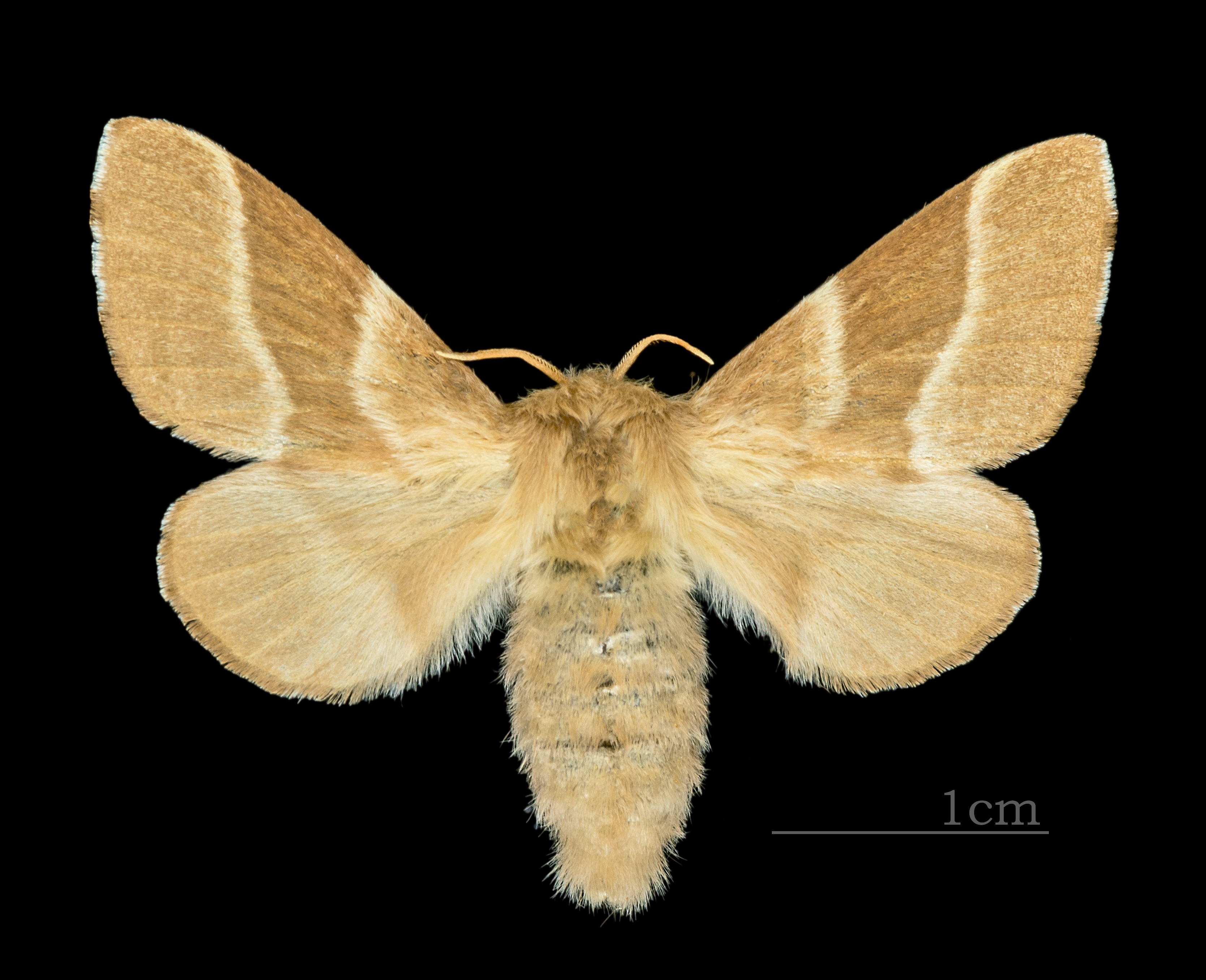
Malacosoma neustria
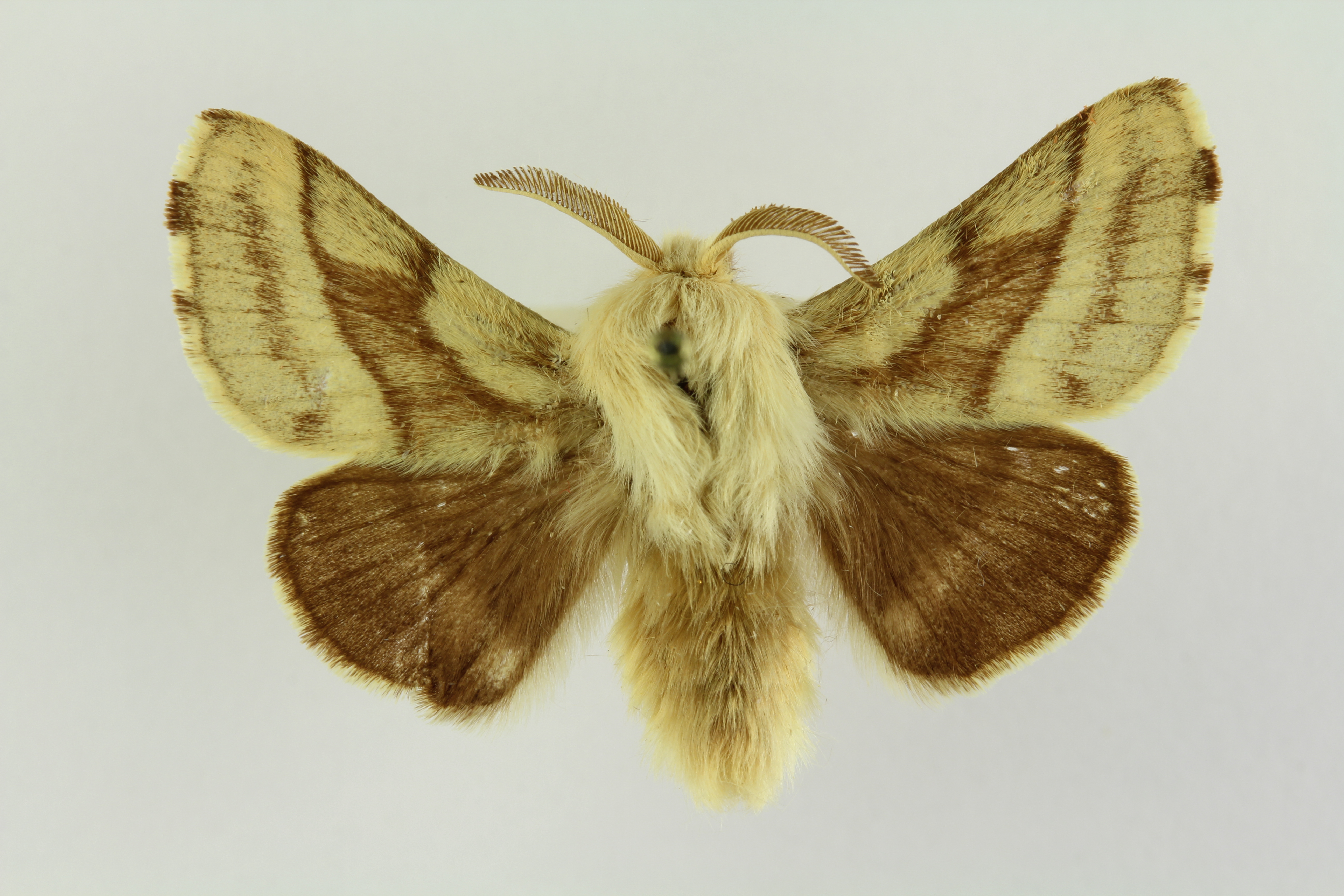
Malacosoma castrense
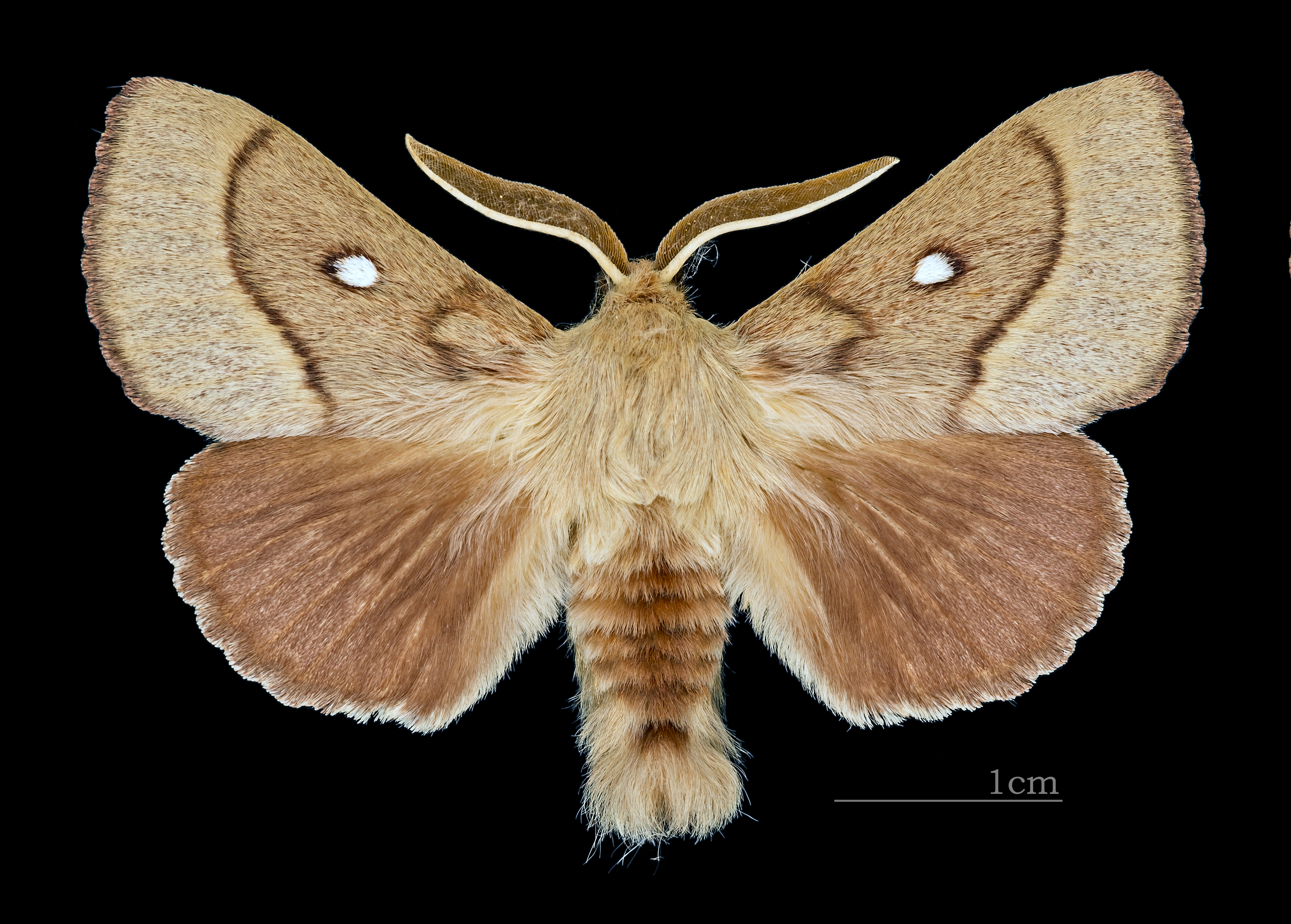
Lasiocampa trifolii
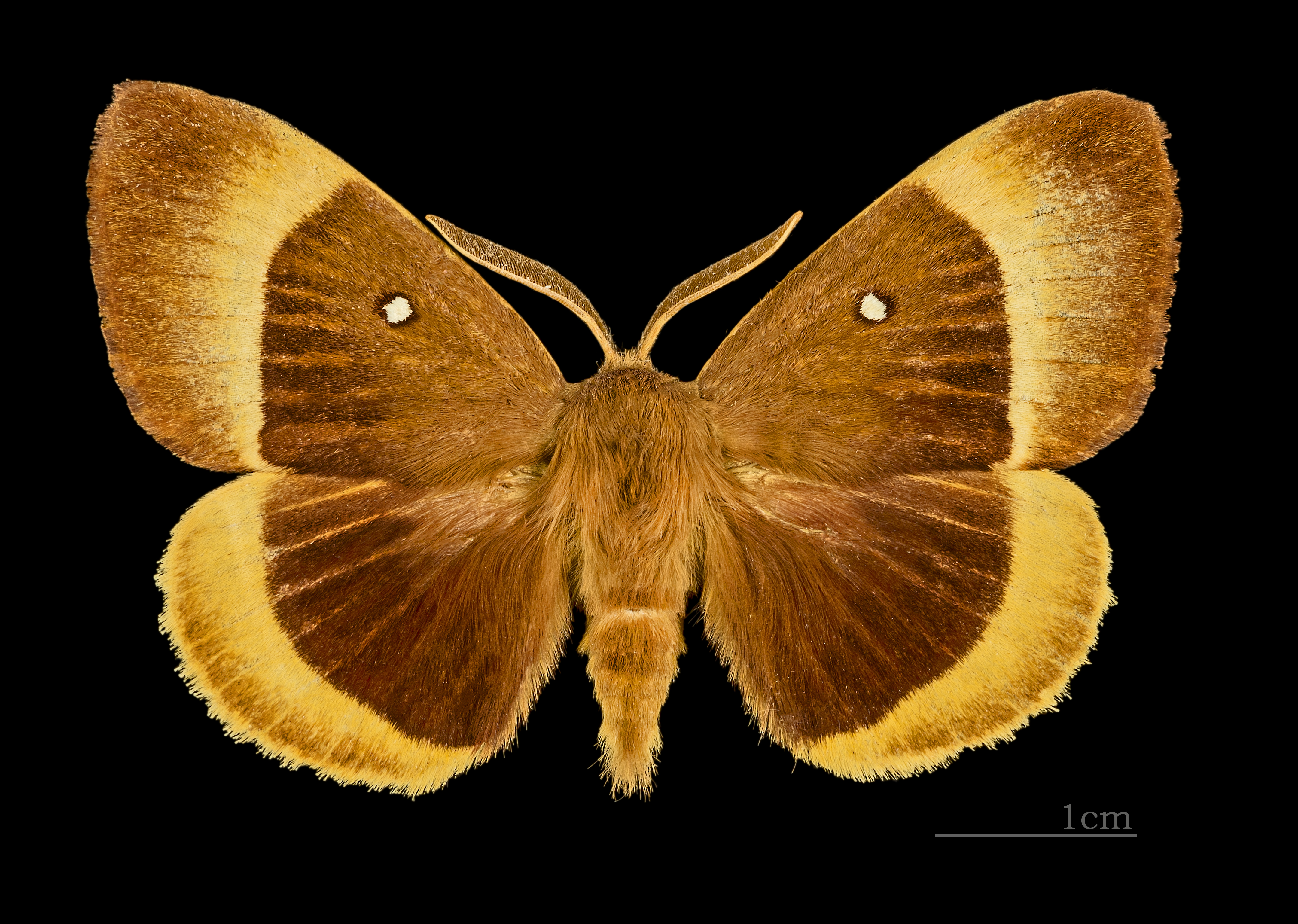
Lasiocampa quercus
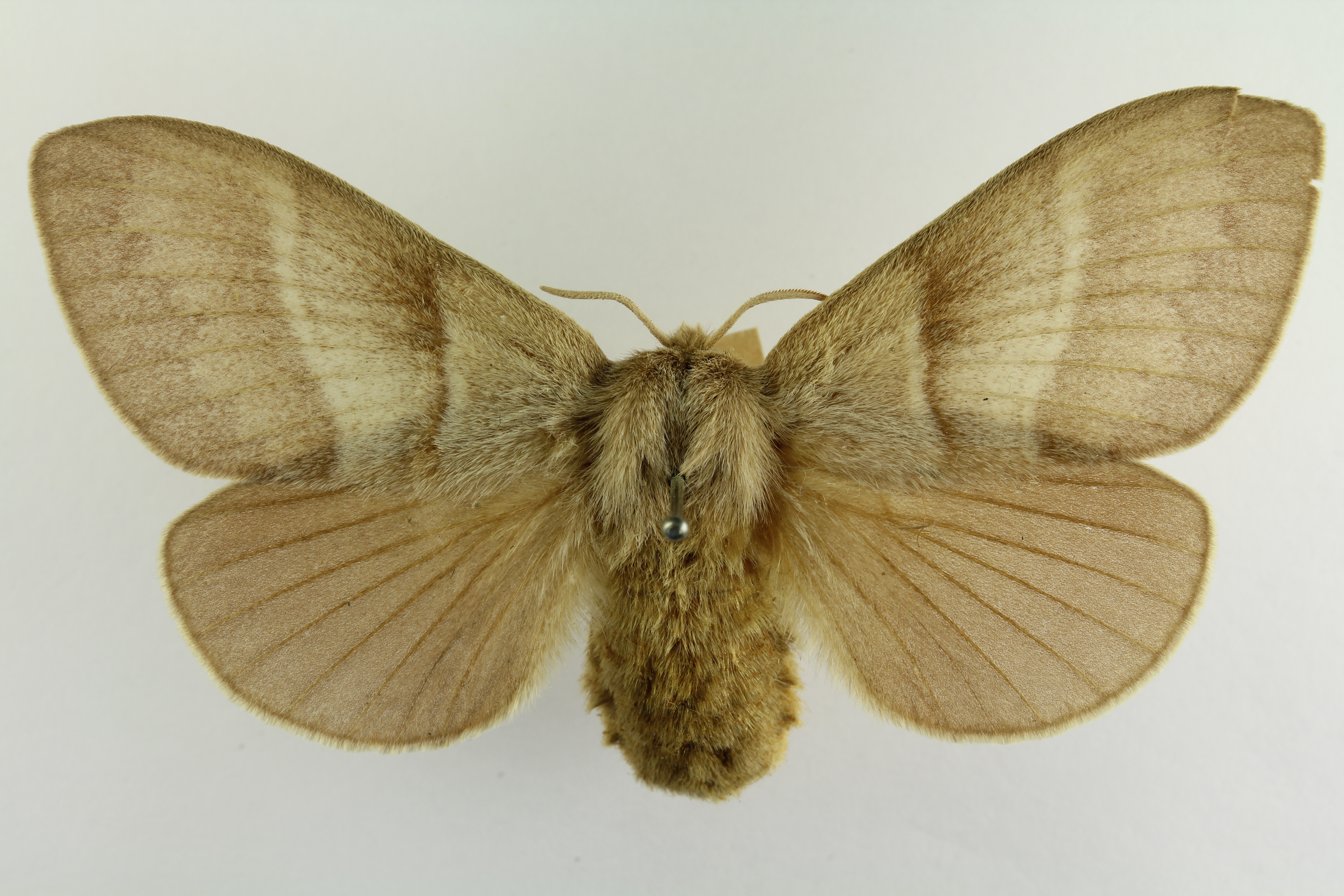
Macrothylacia rubi
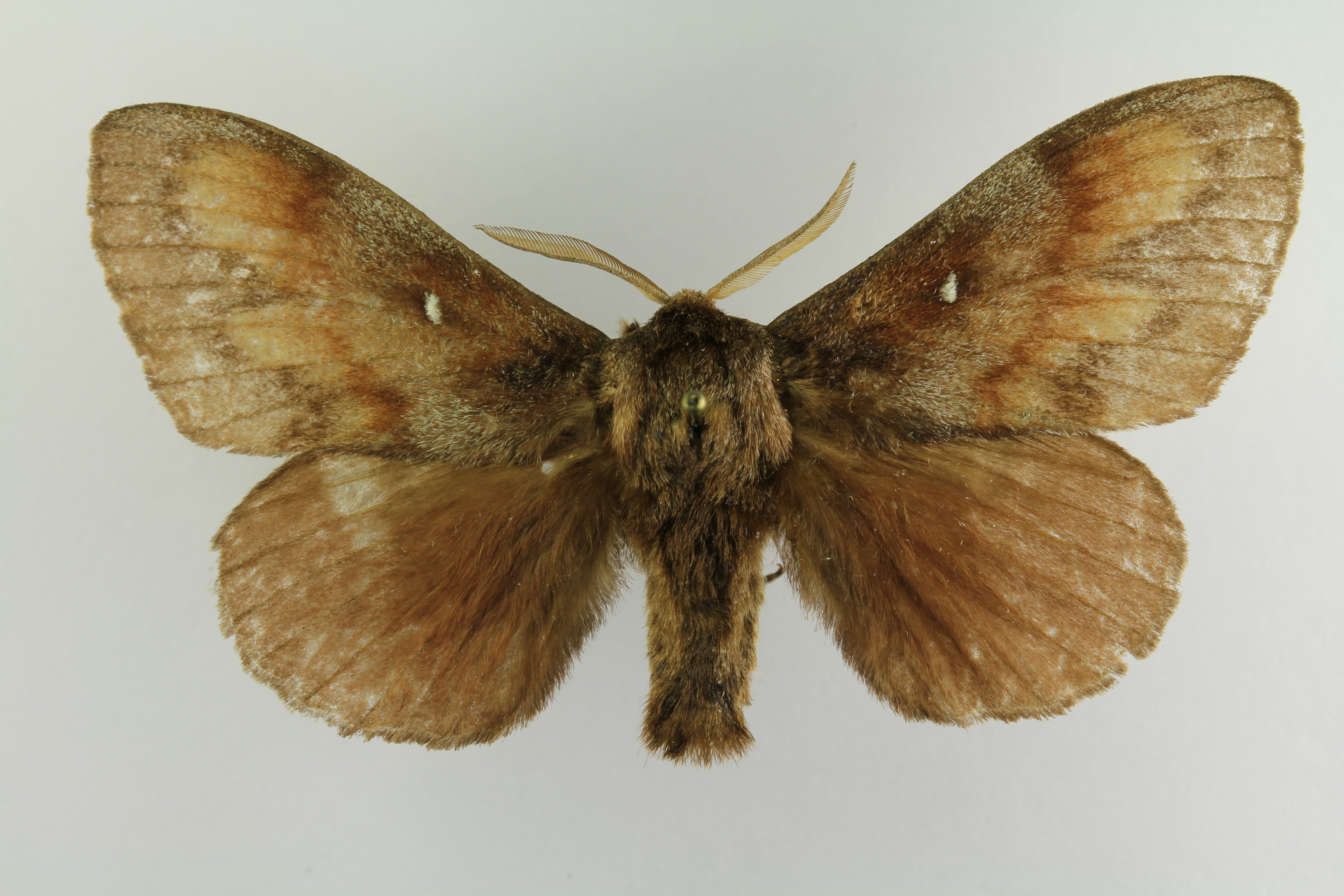
Dendrolimus pini
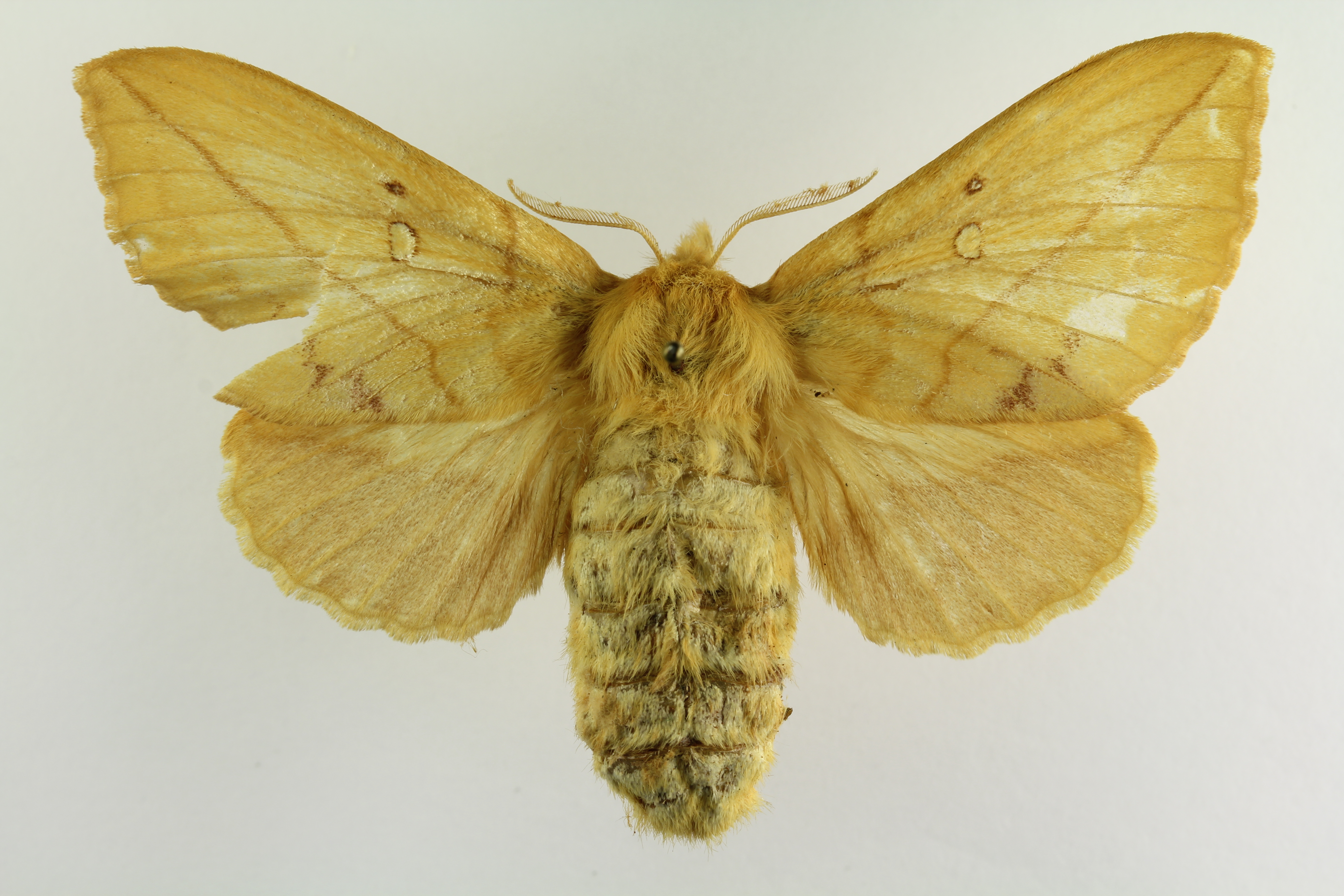
Euthrix potatoria
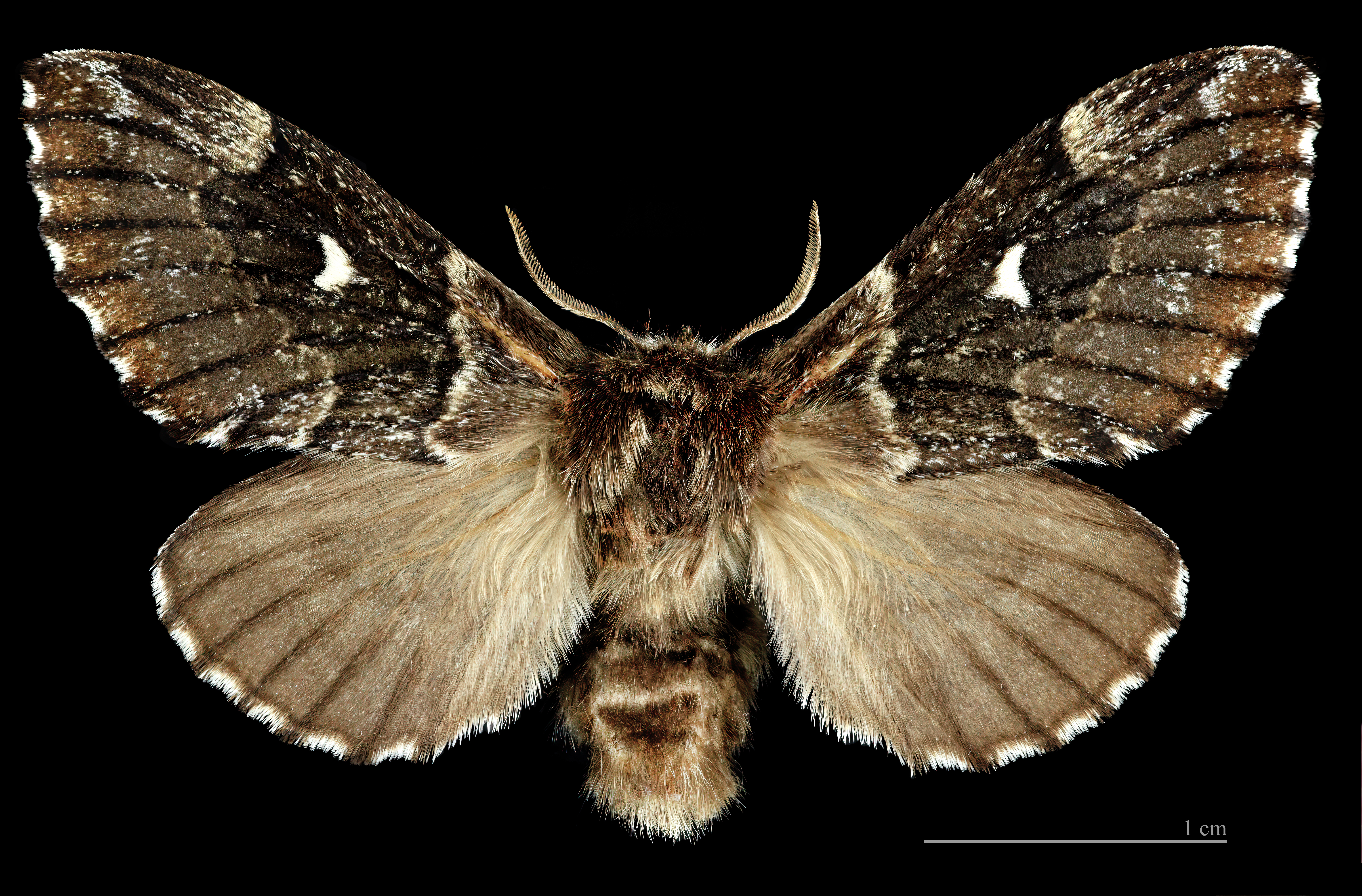
Cosmotriche lobulina
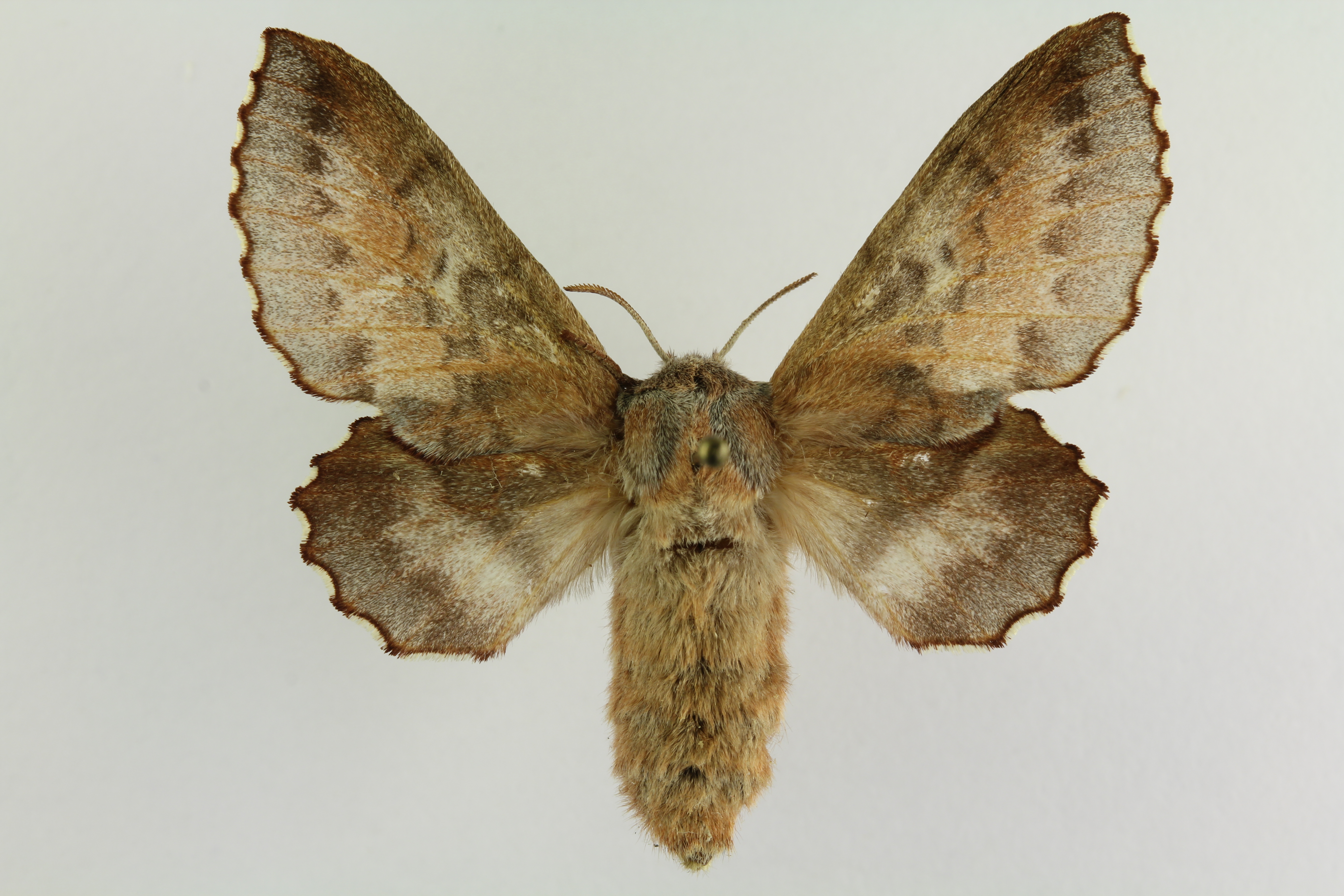
Phyllodesma ilicifolium
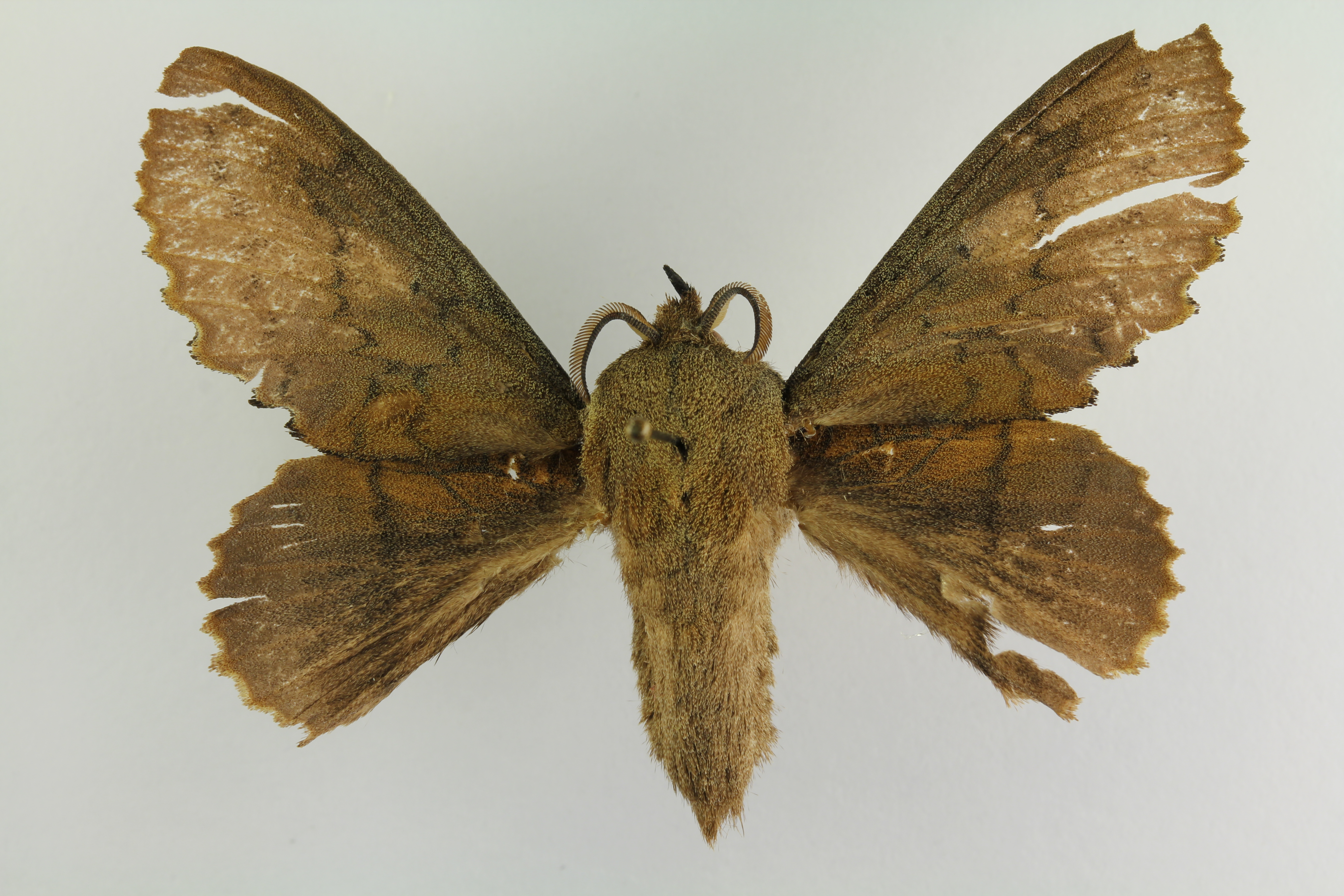
Gastropacha quercifolia